# Viitasaari
För andra betydelser, se Viitasaari (olika betydelser).
Viitasaari är en stad i landskapet Mellersta Finland. Staden gränsar mot Kannonkoski och Kivijärvi i väster, Kinnula i nordväst, Pihtipudas i norr, Keitele i öster, Vesanto i sydost samt Äänekoski i söder . Viitasaari har 6 070 invånare och är enspråkigt finskt. Kommunen har en yta på 1 589,13 km², varav landarealen är 1 248,48 km².
Viitasaari blev stad 1 januari 1996 efter kommunen själv beslutat om att ändra kommunform, i enlighet med kommunallagen 365/1995.

## Styre och politik

### Mandatfördelning i Viitasaari stad, valen 1976–2021
| 6 | 10 |  | 10 |  | 3 | 4 |

| 5 | 11 |  | 9 |  | 3 | 5 |

| 3 | 11 |  | 2 | 12 |  | 5 |

| 3 | 10 | 2 | 14 |  | 5 |

| 2 | 13 | 2 |  | 12 |  | 4 |

| 2 | 10 | 4 | 14 |  | 4 |

|  | 9 | 12 |  | 4 |

|  | 10 | 12 |  | 3 |

| 17 | 10 |

|  | 11 | 11 |  | 3 |

| 16 | 11 |

| 9 | 3 | 11 |  | 3 |

| 16 | 11 |

|  | 8 |  |  | 2 | 10 | 2 | 2 |

| 14 | 13 |

|  | 7 |  | 5 | 10 |  | 2 |

| 13 | 14 |

### Vänorter
Viitasaari har sex vänorter::
- Nõo, Estland
- Rokietnica, Polen
- Schlangen, Tyskland. Vänortssamarbetet påbörjades officiellt år 1999
- Staffanstorp, Sverige. Vänortssamarbete mellan Hagalidskolan och Viitasaari högstadium
- Storuman, Sverige
- Sør-Odal, Norge

## Befolkningsutveckling
| Befolkningsutvecklingen i Viitasaari stad 1975–2020                                                          | Befolkningsutvecklingen i Viitasaari stad 1975–2020 | Befolkningsutvecklingen i Viitasaari stad 1975–2020 | Befolkningsutvecklingen i Viitasaari stad 1975–2020 | Befolkningsutvecklingen i Viitasaari stad 1975–2020 |
| --- | --------------------------------------------------- | --------------------------------------------------- | --------------------------------------------------- | --------------------------------------------------- |
| |                                                     |                                                     |                                                     |                                                     |
| År |                                                     |                                                     | Folkmängd                                           |                                                     |
| 1975 | 1975                                                |                                                     | 9 015                                               |                                                     |
| 1980 | 1980                                                |                                                     | 8 910                                               |                                                     |
| 1985 | 1985                                                |                                                     | 8 997                                               |                                                     |
| 1990 | 1990                                                |                                                     | 8 689                                               |                                                     |
| 1995 | 1995                                                |                                                     | 8 347                                               |                                                     |
| 2000 | 2000                                                |                                                     | 7 915                                               |                                                     |
| 2005 | 2005                                                |                                                     | 7 458                                               |                                                     |
| 2010 | 2010                                                |                                                     | 7 174                                               |                                                     |
| 2015 | 2015                                                |                                                     | 6 666                                               |                                                     |
| 2020 | 2020                                                |                                                     | 6 097                                               |                                                     |
| Anm: Uppgifterna avser förhållandena den 31 december nämnda år enligt områdesindelningen den 1 januari 2022. |                                                     |                                                     |                                                     |                                                     |

## Kända personer från Viitasaari
- Tuomas Grönman, ishockeyspelare
- Henrik Gabriel Porthan, den finländska historiens fader